# Willard van Orman Quine
Willard Van Orman Quine (Akron, 25 de junho de 1908 — Boston, 25 de dezembro de 2000), usualmente citado como Quine, mas conhecido por seus amigos e familiares como Van, foi um dos mais influentes matemáticos, filósofos e lógicos norte-americanos do século XX, considerado o maior lógico e filósofo analítico da segunda metade desse século.  
Quine pertenceu à tradição da filosofia analítica ao mesmo tempo que foi um dos principais proponentes da visão que a filosofia não é análise conceitual. Quine lecionou filosofia e matemática durante toda a vida na Universidade Harvard, onde foi titular da Cadeira de Filosofia Edgar Pierce de 1956 a 1978. Entre seus principais escritos encontra-se "Dois dogmas do empirismo", o qual ataca a distinção entre juízos analíticos e sintéticos e defende um holismo epistêmico, quiçá semântico, e Word and Object, o qual aprofundou tais posições e introduziu a famosa tese da indeterminação da tradução. 
Quine mostrou que a distinção entre juízos sintéticos e juízos analíticos não estava apoiada em nada firme, era um dogma que era aceito sem nenhuma justificação, apenas pela necessidade dos empiristas de isolar a convenção dos juízos testáveis. Sem este dogma, este princípio do atomismo na verificação também não se sustenta e portanto é aceito apenas como um outro artigo de fé, um segundo dogma.
Quine então conclama os empiristas a se livrarem dos dois dogmas e, sem distinção entre juízos sintéticos e juízos analíticos e aderindo a um holismo quanto à verificação, a endossarem um empirismo sem dogmas.

## Biografia
Quine nasceu em 25 de junho de 1908 nos Estados Unidos, educado no Oberlain Colege, tendo obtido o título de doutor em Harvard, sob orientação de Alfred North Whitehead. Inicialmente tendo a lógica como seu principal campo de interesse e objetivando e aperfeiçoar em tal campo visitou Viena, Praga e estudou Lógica com Rudolf Carnap. Em 1936 tornou-se professor em Harvard. Morreu a 25 de dezembro de 2000, em seu país natal.